# 大野浩 (東宝)
大野 浩（、1957年〈昭和32年〉 - ）は元・東宝の宣伝プロデューサー。愛知県名古屋市出身。

## 経歴
1983年に東宝に入社し、九州支社の映画営業部に配属。1985年、映画『二代目はクリスチャン』の配給に際し編成されたプロジェクトチームに組み込まれ上京し、企画室のスタッフを経てパプリシティ室の宣伝スタッフとなる。
『ゴジラvsモスラ』（1992年）よりゴジラシリーズの宣伝を担当する。同シリーズは東宝の看板映画であるためプレッシャーを感じやりにくかったが、前作『ゴジラvsキングギドラ』（1991年）のヒットが追い風となり様々な宣伝戦略を展開。同作品のヒットに寄与した。

## 代表作
| 公開年月日 | 公開年月日 | 作品名                 | 制作（配給）                                | 役職 |
| ---------- | ---------- | ---------------------- | ------------------------------------------- | ---- |
| 1985年     | 9月14日    | 早春物語               | 角川春樹事務所 （東宝）                     | 宣伝 |
| 1985年     | 9月14日    | 二代目はクリスチャン   | 角川春樹事務所 （東宝）                     | 宣伝 |
| 1987年     | 11月21日   | 私をスキーに連れてって | 小学館 フジテレビ （東宝）                  | 宣伝 |
| 1992年     | 7月18日    | 紅の豚                 | 徳間書店 JAL 日テレ スタジオジブリ （東宝） | 宣伝 |
| 1992年     | 12月12日   | ゴジラvsモスラ         | 東宝映画 （東宝）                           | 宣伝 |
| 1995年     | 12月9日    | ゴジラvsデストロイア   | 東宝映画 （東宝）                           | 宣伝 |